# Paul Tishman
Paul Tishman (1900-1996) est un entrepreneur immobilier américain et un collectionneur d'art africain. La famille Tishman est connue pour ses nombreux projets immobiliers dans la région de New York.

## Biographie
Paul Tishman sort en 1921 diplômé de l'université Harvard mais poursuit ses études au Massachusetts Institute of Technology et à l'université Columbia. En 1924, Paul Tishman rejoint la société Tishman Realty and Construction Company fondée par son père en 1898. 
Il gravit les échelons de la société  jusqu'au poste de vice-président sénior et directeur mais quitte la société familiale en 1949 pour fonder sa propre société Paul Tishman Inc, spécialisée dans la rénovation urbaine, les édifices universitaires, hospitaliers, gouvernementaux et autres niveaux territoriaux. 
Le projet le plus célèbre est peut-être le Washington Square Village, qui prévoyait de remplacer les anciens bâtiments au sud du Washington Square Park à Greenwich Village par des appartements modernes mais qui fut stoppé après la construction du second édifice en raison des protestations et poursuivit par l'université de New York. Parmi les autres projets, on peut citer le Student Art Center du Sarah Lawrence College à Yonkers, les Ravenswood Houses à Astoria dans le Queens et le Concord Village à Brooklyn. 
Paul Tishman a pris sa retraite en 1969 mais restait très actif dans les organismes civiques, étant par exemple directeur de l'Urban League, la Legal Aid Society et la New York League for the Hard of Hearing. Il fut aussi un membre du comité du département des arts premiers du Metropolitan Museum of Art.
Tishman a durant de nombreuses années collectionné des œuvres d'art, dont une partie a été exposée au Musée de l'Homme en 1966 et au Metropolitan Museum en 1981. En 1984, à l'initiative de Michael Eisner, Disney a acheté par l'entremise de sa filiale Walt Disney World Company la collection d'art africain de Paul Tishman, promoteur immobilier de New York. Le 3 octobre 2005 la Walt Disney Company a fait don de 525 (premiers) objets au Musée national d'art africain du Smithsonian Institute. Le reste des 8 500 objets, qui composent la collection Walt Disney-Tishman, sera livré avant février 2007.